# 멜리스산
멜리스산(영어: melissic acid) 또는 트라이아콘탄산(영어: triacontanoic acid)은 화학식이 CH3(CH2)28COOH 인 30개의 탄소로 구성된 긴 사슬의 포화 지방산이다.

## 어원
멜리스산은 벌을 유혹하는 꽃의 꿀에 풍부하기 때문에 벌을 의미하는 그리스어 "melissa"에서 그 이름이 유래되었다.

## 합성
n-트라이아콘탄산은 블레이버그(Bleyberg), 울리치(Ulrich), G.M. 로빈슨(G.M. Robinson)에 의해 합성되었다.

## 자기 조립
트라이아콘탄산과 트라이아콘탄아마이드(triacontanamide, CH3(CH2)28-CONHI)는 자기 조립 될 수 있다.